# Route 16A (Manitoba)
La Route 16A (PTH 16A) est une route provinciale du Manitoba qui donne accès à Minnedosa. La route constitue une alternative à la route 16 et à la route 10. Comme pour plusieurs routes alternatives, le tracé de la route 16A reprend l'ancien tracé de la route 16 dans la ville.

## Description du tracé
La route 16A débute à l'intersection avec la route 16 et la route 262. Elle forme, avec cette dernière, un multiplex vers le nord pour entrer dans la ville en empruntant 1st Street S.W., 3rd Avenue S.W. et Main Street avant que la route 262 ne quitte le multiplex à 2nd Avenue S.E.
La route 16A continue sur Main Street avant de rencontrer le terminus ouest de la route 355 (6th Avenue N.W.) au nord de la ville. La route quitte ensuite Minnedosa et bifurque vers l'ouest. Elle atteint finalement son terminus ouest à la jonction avec la route 10 et la route 16.

## Intersections majeures
| Division                                      | Ville     | km   | Destinations                                                      | Notes                                                                       |
| --------------------------------------------- | --------- | ---- | ----------------------------------------------------------------- | --------------------------------------------------------------------------- |
| No. 15                                        |           | 0,00 | PTH-16 – Neepawa, Brandon PR 262 sud – Rapid City                 | Terminus sud du multiplex avec la PR 262; la PTH-16 A devient la PR 262 sud |
| No. 15                                        | Minnedosa | 2,60 | PR 262 (2nd Avenue SE) – Barrage de Minnedosa, Plage de Minnedosa | Terminus nord du multiplex avec la PR 262                                   |
| No. 15                                        | Minnedosa | 2,80 | Traverse la rivière Little Saskatchewan                           | Traverse la rivière Little Saskatchewan                                     |
| No. 15                                        | Minnedosa | 3,50 | PR 355 ouest (6th Avenue NW)                                      | Terminus est de la PR 355                                                   |
| No. 15                                        |           | 9,10 | PTH-10 / PTH-16 – Russell, Brandon, Dauphin                       | La PTH-16A ouest devient la PTH-16 ouest                                    |
| - Terminus de multiplex - Transition de route |           |      |                                                                   |                                                                             |